# Mitzi Kapture
Mitzi Kapture pseudonimo di Mitzi Gaynor Donahue (Yorba Linda, 2 maggio 1962) è un'attrice statunitense.

## Biografia
Ha cominciato la sua carriera recitando in film di poco successo commerciale. Successivamente è apparsa in TV in varie occasioni (MacGyver, Scuola di football e nello show americano Pyramid) prima di ricevere il primo ruolo importante nella serie televisiva Due poliziotti a Palm Beach, in cui interpreta il sergente Rita Lee Lance, ruolo grazie al quale è divenuta universalmente nota. Successivamente partecipa alla serie televisiva Baywatch, in cui ricopre il ruolo ricorrente di Alexis Ryker.

## Filmografia
- La casa di Helen (House II: The Second Story), regia di Ethan Wiley (1987)
- Macchina da guerra (Private Road: No Trespassing), regia di Raphael Nussbaum (1987)
- Angel killer III - Ultima sfida (Angel III: The Final Chapter), regia di Tom DeSimone (1988)
- Un poliziotto per amico (Liberty & Bash), regia di Myrl A. Schreibman (1989)
- MacGyver (serie TV, due episodi, 1988 - 1991)
- Il cannibale metropolitano (The Vagrant), regia di Chris Walas (1992)
- Baywatch (serie TV, 22 episodi, 1998 - 1999)
- Una notte di orrore (Night of Terror), regia di William Tannen (2006)